# Bielsa
Bielsa è un comune spagnolo di 456 abitanti situato nella comunità autonoma dell'Aragona.

## Geografia fisica
Situata alla confluenza del Cinca e del Barros, il paese ha avuto negli ultimi decenni un eccezionale sviluppo turistico. Fra gli edifici più significativi vanno segnalati: il Municipio del XVI secolo e una bella chiesa parrocchiale dello stesso periodo, la quale però ha subito una radicale ristrutturazione nel corso della prima metà del XX secolo.